# 川治温泉
川治温泉（かわじおんせん）は、栃木県日光市（旧国下野国）にある温泉。

## 泉質
- アルカリ性単純温泉

怪我に対する効能があるとされ、「傷は川治、火傷は滝（現在の鬼怒川温泉）」と称された。

## 温泉街
鬼怒川と男鹿川の合流部付近、男鹿川沿いに約10軒の旅館、ホテルが立ち並ぶ。宿泊施設のおよび温泉入浴施設の提供は地域団体商標に登録されている。
川沿いには「岩風呂」の愛称がある共同浴場（露天風呂）の薬師の湯が存在する。
温泉街には、女陰の形をした霊石のおなで石が祀られている。昔から女陰の亀裂に沿って撫でながら祈願すると、子宝、縁結び、安産などに霊験があるとされている。

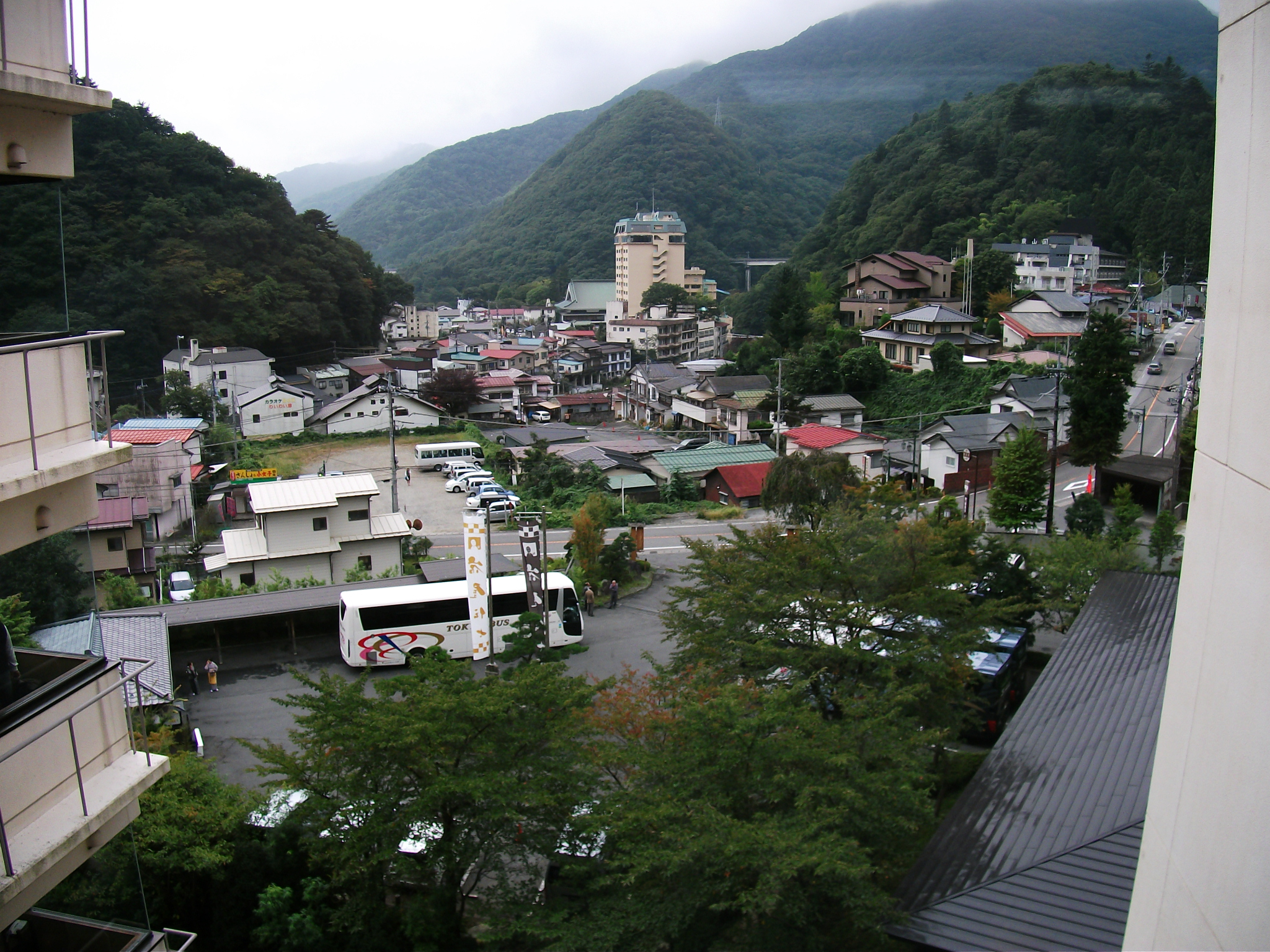
川治の温泉街
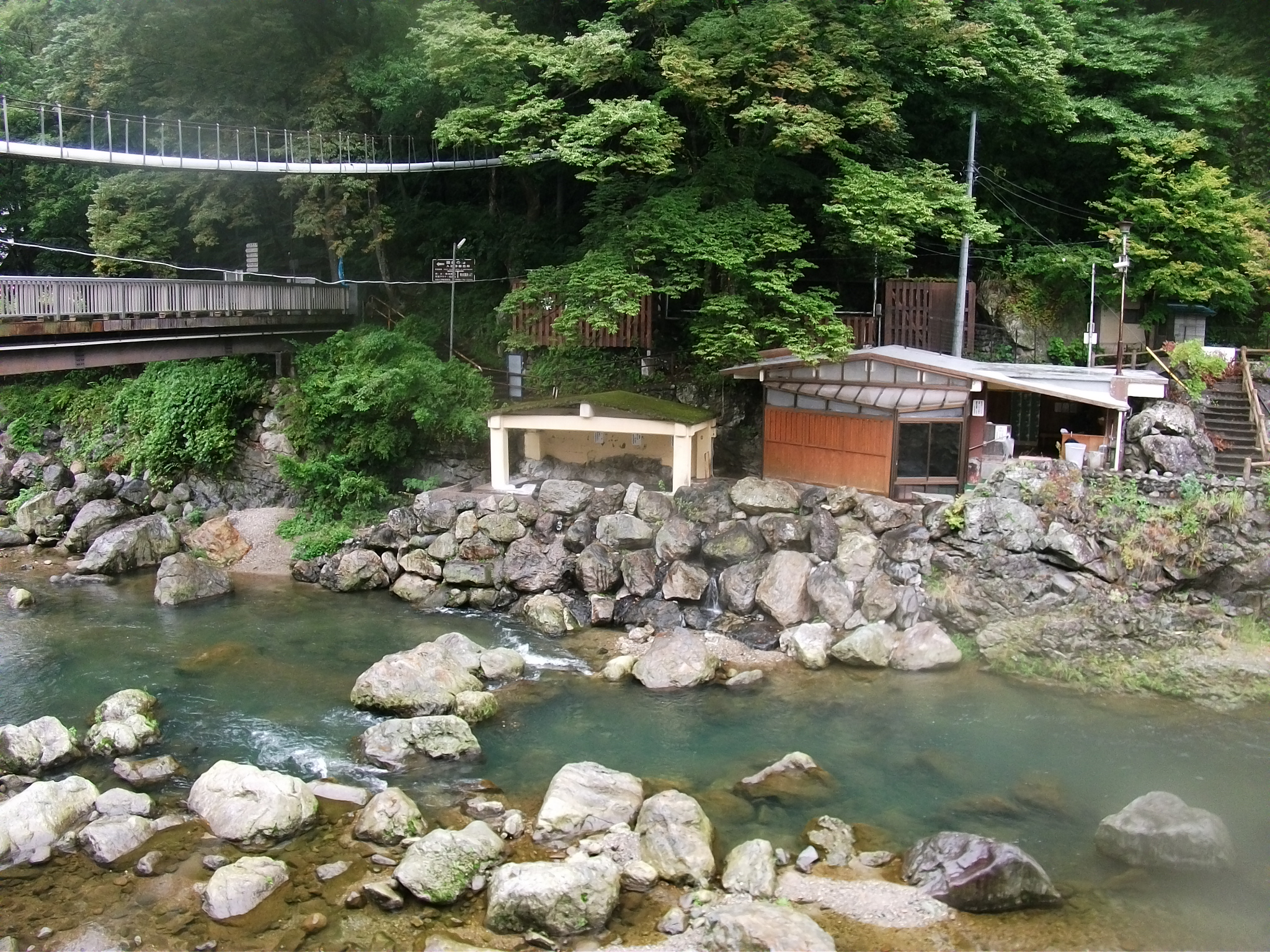
共同浴場「薬師の湯」の露天風呂。混浴。

## 歴史
開湯は江戸時代の享保年間で、上流側にあった五十里湖（天然ダム。現在の五十里湖とは異なる）決壊による男鹿川の氾濫後に偶然発見したと言われる。この地を通っていた会津西街道の宿場町として、また湯治場として栄えた。
鬼怒川温泉駅が大滝駅を名乗っていた頃（1922年 - 1927年）には、旅館は近江屋の1軒のみで、自然石をくり抜いた岩風呂が3つあった。この頃に川治温泉を訪れた藤本重次は、「都人士に余り知られない所」ではあるが、東京からの土日の1泊2日の小旅行に「好適の地」と紹介している。藤本は新藤原駅から馬車に1時間弱揺られて鬼怒川と男鹿川の合流点で降り、男鹿川に架かる吊り橋を渡って近江屋に着き、夕食は鶏肉・鶏卵・イワナを出されたという。なお、近江屋はリブマックスリゾート川治に改称し、2023年現在も営業している。
1980年11月20日、川治プリンスホテル火災が発生し死者45人、負傷者22人を出した。
1986年10月9日に野岩鉄道会津鬼怒川線が開通し、川治温泉駅と川治湯元駅の2駅が設置され、東京方面からのアクセスが容易となった。

## アクセス
- 鉄道 : 野岩鉄道会津鬼怒川線川治湯元駅より徒歩約10分。なお、同線の川治温泉駅（川治湯元駅の隣駅）は温泉街の南側に位置しており、アクセスには不向きである。
- 自動車 : 日光宇都宮道路今市ICより国道121号経由で約40分。